# Hyde Park

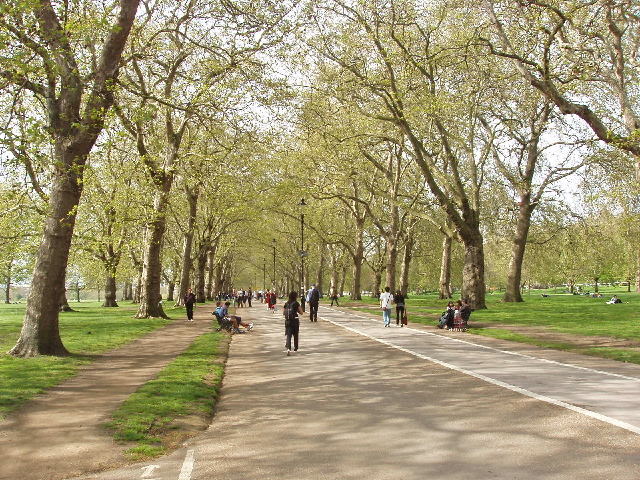
Hyde Park

Hyde Park, împreună cu Grădinile Kensington, sunt o adevărată oază de verdeață în viața urbană a Londrei. La început, zona a fost o pădure a unei mănăstiri, după aceea a devenit terenul de vânătoare al regelui Henry VIII, apoi un loc de plimbări pentru familia regală și un loc pentru dueluri. În această pădure au trăit căprioare până prin 1850, iar astăzi este numit "Plămânii Londrei" datorită faptului că cele 140 de hectare de arbori curăță aerul de fum și de alți poluanți.

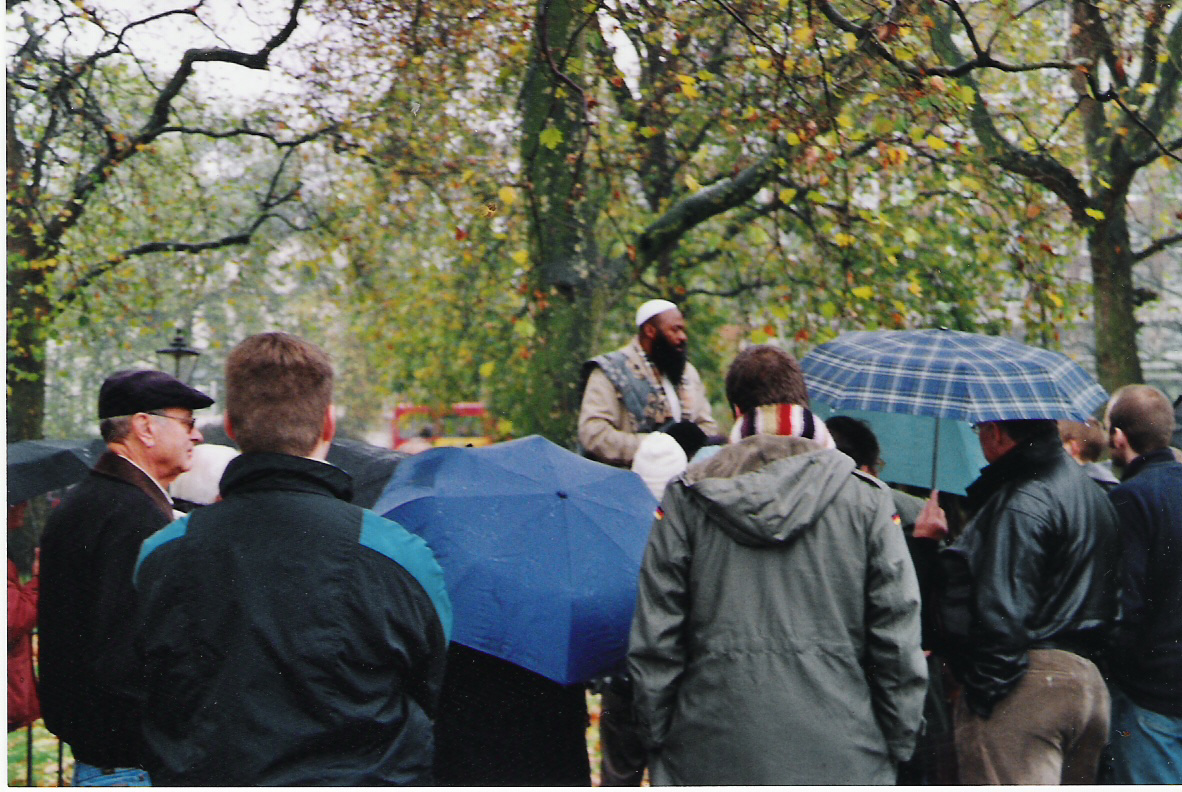
Colţul vorbitorilor din Hyde Park

"Colțul vorbitorilor" din Hyde Park este o tribună neoficială, unde oricine poate ține discursuri pe orice temă. Duminica este ziua obișnuită pentru asemenea mitinguri neoficiale.